# Музичке топ листе
Muzička top lista (engl. Chart/Playlist) predstavlja izabranu listu pesama sa zagarantovanim emitovanjem na radiju ili televiziji. Pesme koje ulaze u uži izbor za emitovanje ocenjuju se na osnovu njihove popularnosti. Metode pomoću kojih se sastavljaju top liste mogu biti različite. Krajem 20. veka i ranih 2000-ih godina, kriterijum se postavljao na osnovu broja prodatih cd-ova, kaseta ili ploča, dok je, naročito u poslednjoj deceniji, popularnost pesme ili albuma određena brojem strimova na različitim platformama, kao što su: Spotify, Deezer, Tidal, Youtube itd.

## Istorijat

### Svetske top liste
Najraniji primer muzičke top liste pojavio se u Americi krajem 19. veka – to su bili časopisi u kojima su štampane partiture tada najpopularnijih kompozicija. Tridesetih godina pojavljuju se i prve radijske emisije, među kojima je najpoznatija You Hit Parade iz 1935. godine. Tokom naredne dve decenije, u Americi i Velikoj Britaniji javljaju se brojne radijske emisije sa „Top 40ˮ formatom. Prva televizijska emisija nastaje u Britaniji 1964. godine – to je emisija BBC televizijskog programa pod nazivom Top of the Pops.

### Domaće top liste
U Srbiji se prve muzičke top liste pojavljuju u drugoj polovini 20. veka, što je dugo nakon pojave prvog zvaničnog državnog radija, što je Radio Beograd 202 koji počinje sa radom 1924. godine. Prva godišnja top lista o kojoj postoje podaci jeste Diskomer, top lista radija Studio B iz 1978. godine na kojoj se našlo 10 domaćih i 20 stranih hitova.

## Primeri

### Diskomer
Diskomer je nekadašnja emisija radija Studio B na kojoj se, jednom nedeljno, emitovala top lista najslušanijih domaćih i stranih numera. Krajem svake godine, emitovana je velika godišnja lista sa 30 najpopularnijih numera te godine, od kojih je 10 domaćih, a 20 stranih hitova. Ova emisija se održavala od 1978. do 2016. godine, nakon toga, radio Studio B ne emituje top liste.

### Top lista 202
Top lista 202 je emisija Radio Beograda 202 koja se emituje svakog radnog dana od 9:00 do 10:00 časova. Tokom emitovanja, slušaoci imaju priliku da glasaju za svoje omiljenje muzičke numere, od kojih će se njih 40 sa najvećim brojem glasova naći na finalnoj sedmičnoj top listi koja se emituje subotom od 10:00 do 13:00 časova. Pored liste Top 40, gde se emituju, pre svega, domaći i strani noviteti, postoje i podliste na kojima se emituju starije pesme: Lektira; Sviraj to ponovo, Sem i Mejd in Eks Ju.

### TDI Top 20 i Top 40
TDI Top 20 je emisija radija TDI koja se emituje jednom sedmično, ponedeljkom. To je lista najslušanijih pesama te nedelje, raspoređenih po pozicijama od dvadesete do prve na listi. Slušaoci glasaju za pesme koje će se naći na nedeljnoj listi, a to su uglavnom novije numere, najčešće strane.
Na TDI radiju se, prvog januara svake godine, emituje velika godišnja Top 40 lista, na kojoj se nalaze pesme koje su se tokom prethodne godine najčešće nalazile na Top 20 listama.

### Hit top 10
Hit top 10 je emisija radija Hit FM koja se održava jednom nedeljno, petkom od 20:00 časova. Pre emitovanja emisije, slušaoci glasaju za pesme koje žele da se nađu na listi te nedelje putem zvanične Facebook stranice radija. Zatim se, na osnovu glasova, emituje top lista sa deset pesama, počevši od desetog mesta na listi. Uz samu top listu, tokom emisije se uvek puštaju i dva retro hita, kao osvrt na to šta se nekada slušalo, kao i dva noviteta kao predlog za slušaoce za šta bi mogli da glasaju pre sledeće emisije.